# Copa de Naciones 2011
La Copa de Naciones 2011 (también llamada Carling Nations Cup por razones de publicidad) fue la primera edición del torneo entre los equipos nacionales de Escocia, Gales, Irlanda del Norte y República de Irlanda. Los primeros dos partidos fueron jugados en Dublín en febrero, y los cuatro juegos faltantes se disputaron en mayo de 2011. El torneo fue ganado por República de Irlanda, quien ganó todos sus juegos sin recibir un gol.

## Estadio
El Aviva Stadium recientemente reconstruido fue seleccionado para ser la sede de los 6 juegos del torneo de 2011.
| Dublín            |
| ----------------- |
| Aviva Stadium     |
| Capacidad: 51,700 |
|                   |

## Clasificación final
| Equipo            | J | G | E | P | GF | GC | Dif | Pts |
| ----------------- | - | - | - | - | -- | -- | --- | --- |
| Irlanda           | 3 | 3 | 0 | 0 | 9  | 0  | +9  | 9   |
| Escocia           | 3 | 2 | 0 | 1 | 6  | 2  | +4  | 6   |
| Gales             | 3 | 1 | 0 | 2 | 3  | 6  | −3  | 3   |
| Irlanda del Norte | 3 | 0 | 0 | 3 | 0  | 10 | −10 | 0   |

Todos los juegos en hora local.

### Resultados
| 8 de febrero de 2011, 19:45 | Irlanda                           | 3:0 (0:0) | Gales | Aviva Stadium, Dublín                                                         |                                                                               |
|                             | Gibson 60' · Duff 67' · Fahey 83' | Reporte   |       | Asistencia: 19,783 espectadores Árbitro(s): Mark Courtney (Irlanda del Norte) | Asistencia: 19,783 espectadores Árbitro(s): Mark Courtney (Irlanda del Norte) |

| 9 de febrero de 2011, 19:45 | Irlanda del Norte | 0:3 (0:2) | Escocia                                 | Aviva Stadium, Dublín                                                             |                                                                                   |
|                             |                   | Reporte   | Miller 19' · McArthur 31' · Commons 51' | Asistencia: 18,742 espectadores Árbitro(s): Tomas Connolly (República de Irlanda) | Asistencia: 18,742 espectadores Árbitro(s): Tomas Connolly (República de Irlanda) |

| 24 de mayo de 2011, 19:45 | Irlanda                                                          | 5:0 (3:0) | Irlanda del Norte | Aviva Stadium, Dublín                                               |                                                                     |
|                           | Ward 24' · Keane 37', 54' (pen.) · Cathcart 45' (o.g.) · Cox 80' | Reporte   |                   | Asistencia: 15,083 espectadores Árbitro(s): Craig Thomson (Escocia) | Asistencia: 15,083 espectadores Árbitro(s): Craig Thomson (Escocia) |

| 25 de mayo de 2011, 19:45 | Gales        | 1:3 (1:0) | Escocia                               | Aviva Stadium, Dublín                                                          |                                                                                |
|                           | Earnshaw 36' |           | Morrison 55' · Miller 63' · Berra 70' | Asistencia: 6,036 espectadores Árbitro(s): Raymond Crangle (Irlanda del Norte) | Asistencia: 6,036 espectadores Árbitro(s): Raymond Crangle (Irlanda del Norte) |

| 27 de mayo de 2011, 19:45 | Gales                     | 2:0 (1:0) | Irlanda del Norte | Aviva Stadium, Dublín                                                      |                                                                            |
|                           | Ramsey 36' · Earnshaw 69' | Reporte   |                   | Asistencia: 529 espectadores Árbitro(s): Alan Kelly (República de Irlanda) | Asistencia: 529 espectadores Árbitro(s): Alan Kelly (República de Irlanda) |

| 29 de mayo de 2011, 18:30 | Irlanda   | 1:0 (1:0) | Escocia | Aviva Stadium, Dublín                                           |                                                                 |
|                           | Keane 23' | Reporte   |         | Asistencia: 17,694 espectadores Árbitro(s): Mark Whitby (Gales) | Asistencia: 17,694 espectadores Árbitro(s): Mark Whitby (Gales) |

## Goleadores
3 goles
- Robbie Keane

2 goals
- Kenny Miller
- Robert Earnshaw

1 goal
- Christophe Berra
- Kris Commons
- Simon Cox
- Damien Duff
- Keith Fahey
- Darron Gibson
- James McArthur
- James Morrison
- Aaron Ramsey
- Stephen Ward

1 goal (Autogol)
- Craig Cathcart (para  Irlanda)